# Aulacophoroides virgatae
Aulacophoroides virgatae är en insektsart. Aulacophoroides virgatae ingår i släktet Aulacophoroides och familjen långrörsbladlöss. Inga underarter finns listade i Catalogue of Life.